# Soltepec, Puebla
Soltepec är en ort i Mexiko.   Den ligger i kommunen Soltepec och delstaten Puebla, i den sydöstra delen av landet, 150 km öster om huvudstaden Mexico City. Soltepec ligger 2 429 meter över havet och antalet invånare är 6 547.
Terrängen runt Soltepec är kuperad söderut, men norrut är den platt. Runt Soltepec är det tätbefolkat, med 397 invånare per kvadratkilometer. Närmaste större samhälle är Acatzingo de Hidalgo, 17,3 km sydväst om Soltepec. Trakten runt Soltepec består till största delen av jordbruksmark.